# Кримські землетруси (1927)
Кримські землетруси 1927 року — серія з двох землетрусів, що трапилися на Кримському півострові 26 червня та 11—12 вересня 1927 року, ставши найпотужнішими відомими землетрусами в Криму.

## Землетрус 26 червня
Перший з землетрусів, сила якого на Південному березі склала 6 балів за шкалою Ріхтера, стався вдень 26 червня. Землетрус не призвів до серйозних руйнувань і жертв, однак у результаті виниклої в деяких місцях паніки було декілька потерпілих. Великі обвали сталися на околицях Севастополя, у будинках з'явилися тріщини, постраждали будівлі пошти й однієї із церков. Осередок землетрусу знаходився під дном Чорного моря, на південь від селищ Форос і Мшатка. За дві години до початку землетрусу в затоці між Аю-Дагом і мисом Плака, приблизно за 40 метрів від берега, з'явилася довга смуга піни, яка через кілька хвилин зникла. При цьому море, як свідчили очевидці, залишалося спокійним. За повідомленнями в газетах, сума збитків не перевищила мільйона карбованців.

## Землетрус 11–12 вересня
Другий землетрус трапився вночі з 11 на 12 вересня. Значно сильніший землетрус викликав серйозніші наслідки — 3 особи загинули, 65 осіб поранено, завдано значних руйнувань будівлям. Осередок землетрусу знову ж був під морським дном, південніше Ялти, і витягнувся вздовж узбережжя. Вважають, що в епіцентрі сила досягала 9 балів.
Перші ознаки землетрусу стали проявлятися вже близько 20 години. Тварини помітно турбувалися й відмовлялися від корму; рибалки, що вирушили на нічний лов, чули гул на морі між Алуштою й Судаком. Перший поштовх стався близько 0:15. У будинках тріскалося скло, відвалювалася штукатурка, тріскотіли підлоги й стелі, гуркотіла залізна покрівля на дахах, завалювалися димарі.
За першим поштовхом, що тривав не більше 10 секунд, слідував другий. У горах гриміли обвали, відбулися зсуви, сліди яких, як, наприклад, на горі Демереджі, що у горах під Судаком, знаходять і зараз. В результаті зсуву тектонічних плит спостерігалося невеликого розміру цунамі. Протягом 11 годин відбулися 27 сильних поштовхи, всього за кілька днів було зареєстровано більше 200 поштовхів.
Біля Севастополя спостерігалися стовпи диму й вогню, що виникли в результаті горіння метану, що піднявся з дна моря. Сильні руйнування спостерігалися й у Сімферополі, багато селищ у передгірній і степовій частині Криму було зруйновано. Землетрус тривав кілька днів, навіть 15 вересня ще відчувалися його поштовхи. Найпотужніші поштовхи привели до руйнувань будівель прибережної смуги суші від Алушти до Севастополя. В Алушті було ушкоджено готелі й Генуезьку вежу, в Алупці — Воронцовський палац і мечеть. Утворювалися завали на шосе під Ореандою, сильно постраждав Кікенеїз, відбулися обвали на горі Кішка. У районі Ялти постраждало 70 % будівель.

## Попередні землетруси в Криму
Вогнища сильних корових землетрусів в Криму виникають на глибинах 20—40 та 10—12 кілометрів на відстані 25—40 кілометрів від узбережжя (переважно між Алуштою і Форосом) з інтенсивністю 8—9 балів. За останні два століття тут зареєстровано майже 200 землетрусів магнітудою від 4 до 7 балів.
З IV століття до н. е. в Криму відбулося 77 сильних землетруси інтенсивністю 8—9 балів. Зокрема, 30 вересня 1869 року відбувся землетрус магнутою 7—8 балів з епіцентром в районі Судака, а 25 липня 1875 — поблизу Севастополя такою ж магнітудою.

## Галерея

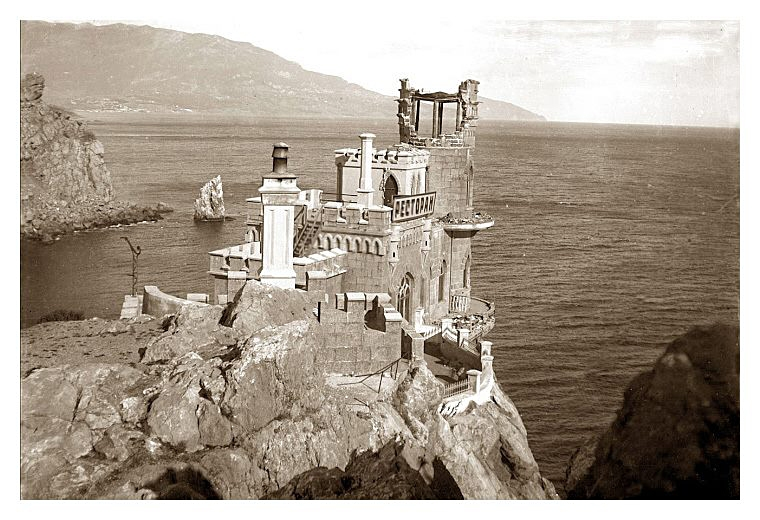
Ластівчине гніздо. Наслідки червневого землетрусу 1927 року
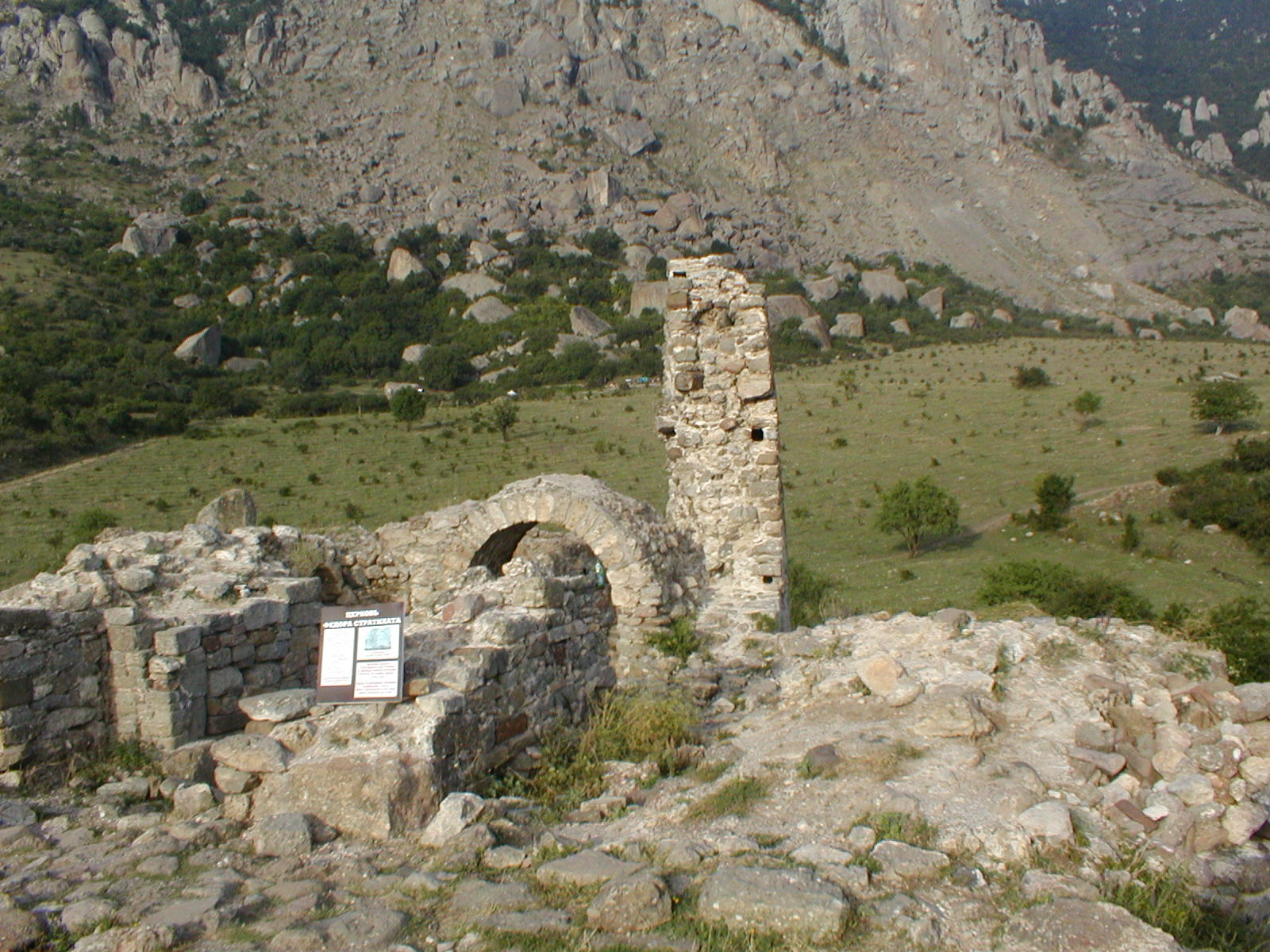
Стан фортеці Фуна, як наслідок землетрусу 1927 року. Фото зроблене станом на 6 серпня 2002
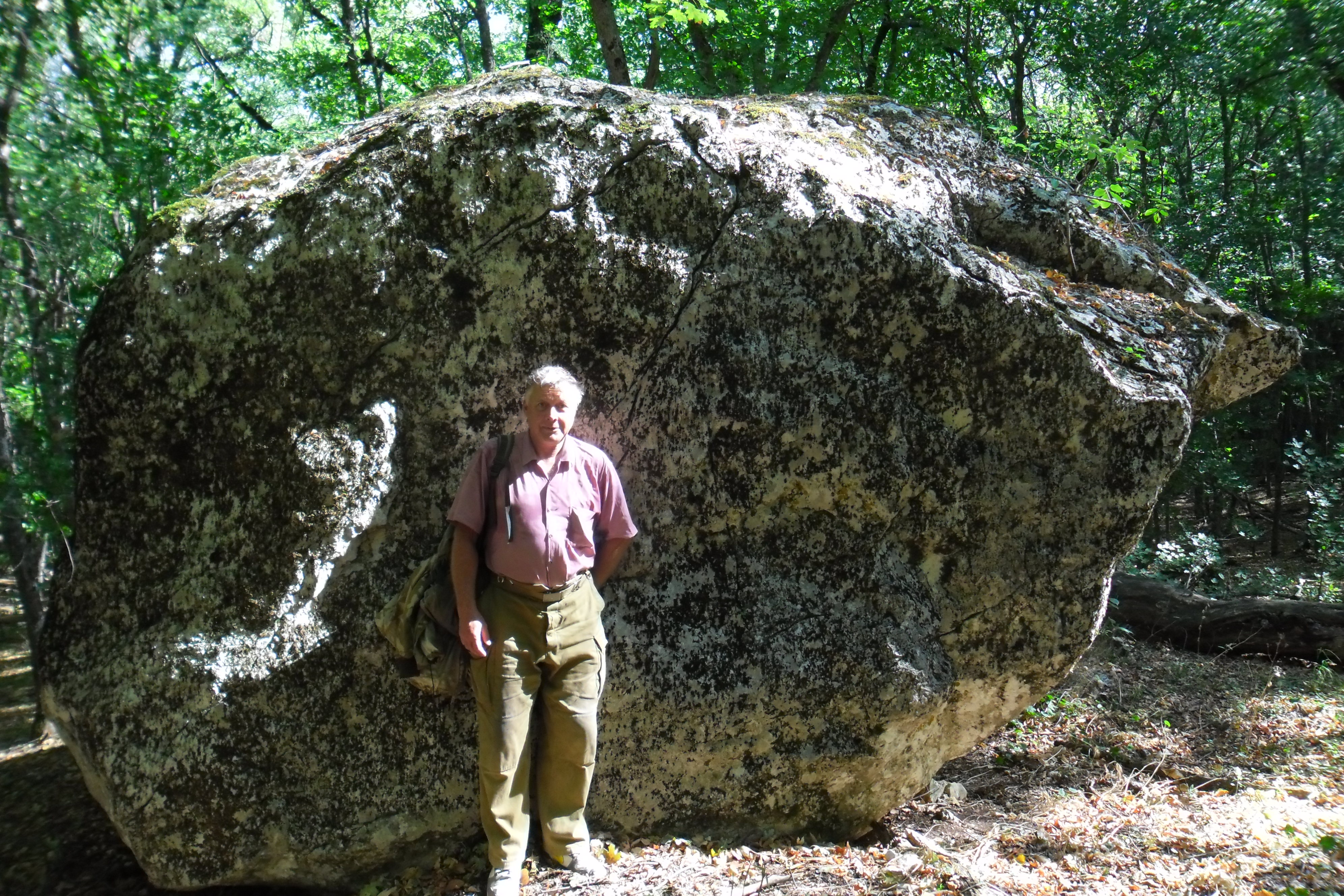
Масштаб валунів, які під час землетрусу відривалися від верхів Бабуган-яйли і котилися вниз до берега Чорного моря